# Manuel Jansen Ferreira
Manuel Jansen Ferreira (? — Belém, 24 de junho de 1878) foi um magistrado e político brasileiro.
Foi presidente da província do Maranhão, nomeado por carta imperial de 7 de julho de 1866, de 1 de agosto a 1 de outubro de 1866, de 4 de abril a 29 de maio de 1867, e de 5 de maio a 1 de agosto de 1868.
Era presidente do Tribunal Relação do Pará quando faleceu.